# آکیهیرو تاباتا
آکیهیرو تاباتا (انگلیسی: Akihiro Tabata؛ زادهٔ ۱۵ مهٔ ۱۹۷۸) بازیکن فوتبال اهل ژاپن است.
از باشگاه‌هایی که در آن بازی کرده‌است می‌توان به باشگاه فوتبال اوراوا رد دیاموندز، باشگاه فوتبال جف یونایتد ایچیهارا چیبا، و باشگاه فوتبال کونسادول ساپورو اشاره کرد.